# إلاستيك هارت
إلاستيك هارت (بالإنجليزية: Elastic Heart)‏؛ هي أغنية للفنانة الأسترالية سيا، صدرت في 1 أكتوبر 2013، وكانت ضمن مجموعة أغاني ألبوم مباريات الجوع: ألسنة اللهب - الموسيقى التصويرية الأصلية.
وفي 4 يوليو 2014 تمت إضافة الأغنية في ألبوم السادس لسيا تحت عنوان 1000 شكل من أشكال الخوف بغناء فردي (مستقل) بدون الفنان ذا ويكند. وفي في 7 يناير 2015 تم إصدار فيديو الموسيقي لأغنية لتظهر فيه الراقصة مادي زيجلر برفقة شيا لابوف ليتخطى حاجز المليار مشاهدة على يوتيوب.